# Vigo megye
Vigo megye az Amerikai Egyesült Államokban, azon belül Indiana államban található. Megyeszékhelye és legnagyobb városa Terre Haute. Lakosainak száma 106 153 fő (2020. április 1.). Vigo megye Vermillion, Sullivan, Parke, Clay, Clark és Edgar megyékkel határos.

## Népesség
A megye népességének változása:
| Lakosok száma | 107 873 | 108 293 | 108 534 | 108 291 | 107 896 | 106 153 |
|               | 2010    | 2011    | 2012    | 2013    | 2015    | 2020    |